# Bambi-Verleihung 1961
Die 13. Bambi-Verleihung fand am 23. April 1961 in der Schwarzwaldhalle in Karlsruhe statt. Die Preise beziehen sich auf das Jahr 1960.

## Die Verleihung
Auch 1961 gab es wenig Neues bei den Preisen für die besten Schauspieler. In den nationalen Kategorien verteidigte Ruth Leuwerik (vor Liselotte Pulver und Nadja Tiller) ihren Sieg vom Vorjahr genauso wie O. W. Fischer (vor Hansjörg Felmy und Heinz Rühmann). Auch Rock Hudson, der dieses Mal zumindest seine Mutter zur Verleihung schickte, verteidigte seinen Sieg in der internationalen Kategorie. Auf die Plätze kamen Tony Curtis und Jean Marais. Nur in der Kategorie Beste Schauspielerin international gab es eine Wachablösung. Sophia Loren verwies Vorjahresgewinnerin Gina Lollobrigida auf den zweiten Platz. Es folgten Doris Day und Elizabeth Taylor. In den Nachwuchskategorien konnte sowohl Karin Baal als auch Helmut Griem erstmals einen Bambi gewinnen. Neu waren 1961 auch die Sonder-Bambis für langjährige Verdienste. Sie gingen an Annie Rosar und Willy Birgel.

## Preisträger
Aufbauend auf der Bambidatenbank.

### Künstlerisch wertvollster internationaler Film
Hiroshima, mon amour

### Künstlerisch wertvollster deutscher Film
Das Spukschloß im Spessart

### Wirtschaftlich erfolgreichster internationaler Film
Und ewig singen die Wälder

### Wirtschaftlich erfolgreichster deutscher Film
Freddy Quinn für Freddy unter fremden Sternen

### Nachwuchsschauspieler
Helmut Griem

### Nachwuchsschauspielerin
Karin Baal

### Schauspieler International
Rock Hudson

### Schauspielerin International
Sophia Loren

### Schauspieler National
O. W. Fischer

### Schauspielerin National
Ruth Leuwerik

### Verdiente Künstlerin des deutschen Films
Annie Rosar

### Verdienter Künstler des deutschen Films
Willy Birgel